# 東郷町立春木中学校
東郷町立春木中学校（とうごうちょうりつはるきちゅうがっこう）は、愛知郡東郷町にある公立中学校。

## 沿革
- 1983年 - 開校。

## 交通アクセス
- じゅんかい君「春木台三丁目」もしくは「春木中学校西」バス停から徒歩2分

## 周辺施設
- ららぽーと愛知東郷
- 愛知県立東郷高等学校
- 東郷町立春木台小学校